# Delia Derbyshire
Delia Ann Derbyshire (Coventry, 5 maggio 1937 – Northampton, 3 luglio 2001) è stata una compositrice britannica, attiva nel campo della musica elettronica e concreta, conosciuta soprattutto per la realizzazione elettronica della sigla di apertura di Ron Grainer per la serie televisiva, di genere fantascientifico, Doctor Who, e per il lavoro svolto con il BBC Radiophonic Workshop.

## Biografia

### Primi anni
Figlia di Emma Dawson e Edward Derbyshire, lattoniere, aveva una sorella che morì giovane. Suo padre morì nel 1965 e sua madre nel 1994.
Durante la seconda guerra mondiale, subito dopo il bombardamento di Coventry del 1940, si trasferì nei pressi Preston per la sua sicurezza dato che i suoi genitori erano originari di quei posti e la maggior parte dei suoi parenti sopravvissuti viveva ancora li. Era una bambina molto precoce e, dall'età di quattro anni, insegnò agli altri della sua classe primaria a leggere e scrivere, ma ha affermato che fu "La radio [...] la mia educazione". I suoi genitori le comprarono un pianoforte quando aveva otto anni. Frequentò la Barr's Hill Grammar School dal 1948 al 1956 e fu ammessa sia a Oxford sia a Cambridge, "ancora troppo presto per una classe di sole donne negli anni cinquanta, quando solo uno studente su dieci era donna", vinse una borsa di studio per studiare matematica al Girton College di Cambridge ma, oltre a qualche successo nella teoria matematica dell'elettricità, sostenne di avere fatto male in quel campo. Dopo un anno a Cambridge si indirizzò verso lo studio della musica, laureandosi nel 1959 con un Bachelor of Arts in matematica e musica, essendosi specializzata nella storia della musica medievale e moderna. La sua altra principale qualifica fu il diploma LRAM in pianoforte.
Iniziò la sua carriera musicale all'università dicendo di essere interessata "al suono, alla musica e all'acustica, e le fu consigliata una carriera di aiuti ai sordi e sonorità profonde". Quindi si candidò per un incarico alla Decca Records solo per sentirsi dire che la società non assumeva donne nei suoi studi di registrazione. Invece, trovò un incarico alle Nazioni Unite a Ginevra, da giugno a settembre, insegnando pianoforte ai bambini del console generale britannico e matematica ai bambini dei diplomatici canadesi e sudamericani, quindi da settembre a dicembre come assistente di Gerald G. Gross, Capo del Plenipotenziario e Generale amministrativo per le radio conferenze all'Unione Internazionale delle Comunicazioni. Fece ritorno a Coventry e da gennaio ad aprile 1960 insegnò alla scuola primaria, spostandosi in seguito a Londra dove da maggio ad ottobre fu assistente nel dipartimento di promozione degli editori musicali Boosey & Hawkes.

### BBC Radiophonic Workshop
Nel novembre 1960 venne assunta dalla BBC come apprendista assistente di studio lavorando al Record Review, un programma in cui i critici recensivano registrazioni di musica classica. Disse: "Alcune persone pensavano che avessi una specie di seconda vista Uno dei critici musicali avrebbe detto. "Io non so dove sia, ma è dove entrano i tromboni" e mi piacerebbe portarla fino alla luce a vedere i tromboni e mettere l'ago verso il basso esattamente dove fosse. Pensavo che fosse magica. " Sentì parlare del Workshop Radiofonico e decise che era il luogo dove avrebbe voluto lavorare. La sua richiesta fu accolta con qualche perplessità da parte dei capi del Central Programme Operation perché la gente di solito "veniva assegnata" al Workshop Radiofonico, e nell'aprile 1962 venne effettivamente assegnata al programma a Maida Vale, dove per undici anni compose musica e suoni per almeno 200 programmi radio e televisivi.
Nel mese di agosto 1962 assistette il compositore Luciano Berio, per due settimane, alla scuola estiva di Dartington Hall, per la quale prese in prestito parecchie dozzine di apparecchiature dalla BBC. Uno dei suoi primi lavori, e anche il più noto, fu la trasformazione in forma elettronica, nel 1963, di un pezzo di Ron Grainer per la colonna sonora della serie Doctor Who, una delle prime sigle televisive creata interamente con mezzi elettronici.
Quando Grainer ascoltò il pezzo, rimase così stupito dall'effetto del suo tema, che chiese: "Ho davvero scritto questo?" e la Derbyshire rispose "La maggior parte di esso". Grainer tentò di ottenere che venisse attribuito alla Derbyshire il credito di co-compositore, ma il tentativo fu impedito dalla burocrazia della BBC, che preferì mantenere anonimi i membri del workshop. Il tema è stato rielaborato nel corso degli anni, con grande orrore da parte sua, ma la versione che ha avuto la sua "approvazione" è stata quella originale. Delia compose anche alcune musiche di scena per spettacoli come Blue Veils and Golden Sands e The Delian Mode.
Nel 1964-1965 collaborò con lo sceneggiatore Barry Bermange per una produzione del terzo programma della BBC, nella produzione di quattro Inventions for Radio, un collage di persone che descrivono i loro sogni, impostato su uno sfondo di suono elettronico.

### Unit Delta Plus
Nel 1966, mentre lavorava alla BBC, con il collega del Radiophonic Workshop Brian Hodgson ed il fondatore dell'EMS Peter Zinovieff fondò l'Unit Delta Plus, un'organizzazione per creare e promuovere la musica elettronica. Con sede dello studio di registrazione presso l'abitazione di Zinoviev al 49 Deodar Road a Putney, presentarono la loro musica a pochi festival di musica sperimentale ed elettronica, tra cui nel 1966 al The Million Volt a Light and Sound Rave dove il '"Carnival of Light"  dei The Beatles ha avuto la sua unica esecuzione pubblica..
Nel 1966, registrò un demo con Anthony Newley intitolato Moogies Bloogies, e poiché Newley si trasferì negli Stati Uniti, il pezzo non venne mai pubblicato. Dopo una burrascosa esecuzione al Royal College of Art, nel 1967, il gruppo si sciolse.

### Kaleidophon
Anche nei tardi anni sessanta, lavorò di nuovo con Hodgson nella creazione dello studio Kaleidophon al 281-283 Camden High Street a Camden Town con il collega musicista elettronico David Vorhaus. Lo studio produsse musica elettronica per vari teatri di Londra e nel 1968 i tre lo utilizzarono per produrre il loro primo album come gruppo musicale White Noise. Sebbene gli album successivi siano stati sostanzialmente album solisti di Vorhaus, quello di debutto, An Electric Storm, fu caratterizzato dalla collaborazione con Derbyshire e Hodgson ed è ora considerato un album importante e influente nello sviluppo della musica elettronica.
Il trio, sotto pseudonimi, contribuì anche alla Standard Music Library. Molte di quelle registrazioni, comprendono composizioni di Derbyshire sotto il nome di "Li De la Russe" (da un anagramma di "Delia" e un riferimento ai suoi capelli corvini), usate nella serie televisiva ITV rivale del Doctor Who: The Tomorrow People e in Timeslip,.
Nel 1967, fu assistente di Guy Woolfenden per le musiche elettroniche del Macbeth con la regia di Peter Hall messo in scena dalla Royal Shakespeare Company. I due contribuirono alle musiche del film Work Is a Four-Letter Word (1968). Gli altri lavori di questo periodo sono consistiti nella partecipazione al The Roundhouse, nel quale vennero eseguite musiche di Paul McCartney, la colonna sonora del film di Yōko Ono, un pezzo per la ICI e le musiche per il film di Anthony Roland, Circle of Light.

### Electrophon
Nel 1973, lasciò la BBC e lavorò per poco tempo al Hodgson's Electrophon studio durante il quale collaborò alla composizione della colonna sonora del film The Legend of Hell House.
L'Electrophon e il Kaleidophon erano strumenti musicali elettronici realizzati da Jörg Mager nella Germania pre-seconda guerra mondiale.
Dopo aver smesso di produrre musica lavorò come operatore radio per la posa di un gasdotto britannico, in una galleria d'arte e in una libreria.

### Ricerche audio sperimentali
Nel 2000 e 2001 lavorò con Sonic Boom come consigliere e produttrice per EAR LPs Vibrations e Continuum.

## Vita personale
Nel 1974 sposò David Hunter di Haltwhistle nel Northumberland, figlio di un minatore nel tentativo di farsi accettare in loco; la relazione fu breve e disastrosa anche se non divorziò mai. Frequentò la galleria dell'artista cinese Li Yuan-chia nella sua casa colonica in pietra in Cumbria. Nel 1978 tornò a Londra dove incontrò Clive Blackburn. Nel gennaio 1980 acquistò una casa a Northampton dove quattro mesi dopo venne raggiunta da Blackburn.

## Morte
La Derbyshire tornò alla musica nei tardi anni 1990 dopo un nuovo interesse per la musica, inculcatole dal collega Peter Kember, e stava lavorando ad un nuovo album quando morì all'età di 64 anni per problemi renali.